# Otto Lommel (Verlag)

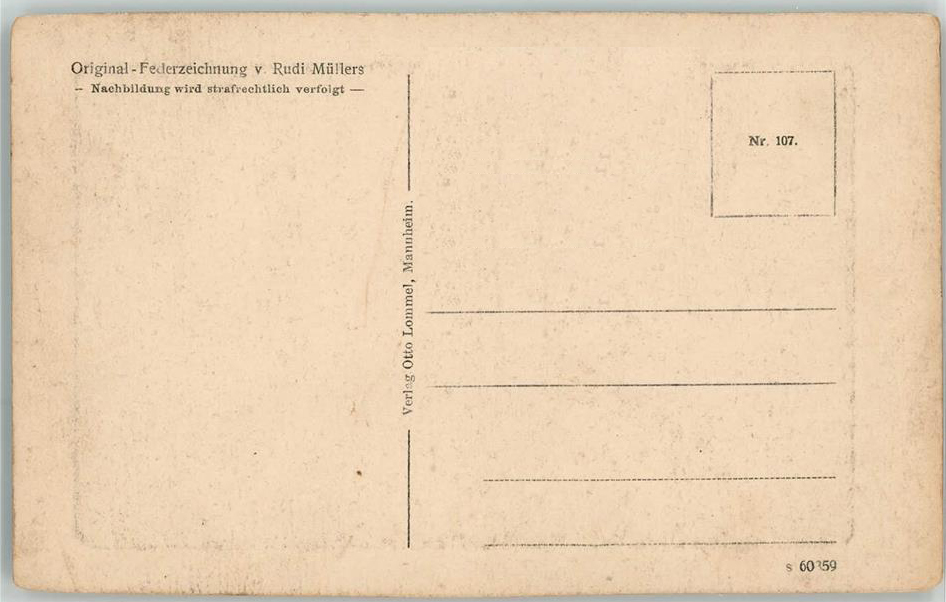
Ansichtskarte (Revers) Nr. 107 mit einer „Original-Federzeichnung“ von Rudi Müllers im Verlag von Otto Lommel; um 1920

Otto Lommel war eine auf Grafiken spezialisierte „Kunstanstalt“ und Druckerei mit Sitz in Mannheim. Spätestens in den 1920er Jahren trat das Unternehmen auch als Verlag fortlaufend nummerierter Ansichtskarten auf, so etwa für vervielfältigte Federzeichnungen des Künstlers Rudi Müllers.

## Archivalien
Archivalien von und über Otto Lommel finden sich beispielsweise
- für die Laufzeit 1918 unter dem Titel Ehrentafel unserer im Weltkrieg Gefallenen und Mitkämpfer der Kyffhäuser-Kameradschaft Dudensen, auf Karton aufgezogen im Format 30 × 41 cm, im Archiv der Region Hannover, Archivsignatur ARH Dep. NRÜ Kl. Erw. 72[3]